# Piracaia, Brasilien
Piracaia är  en ort och kommun i Brasilien.   Den ligger i delstaten São Paulo, i den sydöstra delen av landet.